# Miroslav Šiška
Miroslav Šiška (* 5. října 1952 Varnsdorf) je český publicista.  a redaktor deníku Právo. Ve svých článcích a knihách se zabývá tématy moderních dějin.

## Tvorba

### Před rokem 1989
- Šiška, Miroslav. Velká říjnová socialistická revoluce 1917: k 67. výročí VŘSR. Praha: Čes. ÚV SČSP, 1984. 12 stran. Lektorské listy SČSP.

- Šiška, Miroslav a Sirácky, Andrej. Publicista Andrej Sirácky: (monografie s ukázkami z díla). 1. vydání. Praha: Novinář, 1986. 248 stran, [19] stran obrazových příloh. Osobnosti čes. a slov. žurnalistiky.[3]

- Šiška, Miroslav. Komunistický novinář Eduard Urx. 1. vydání. Praha: Novinář, 1987. 280 stran. Osobnosti čes. a slov. žurnalistiky.[3]

- Šiška, Miroslav. Cesta k československé federaci. 1. vydání. Praha: Svoboda, 1988. 167 stran. Malá politická knihovna.[3]

### Po roce 1989
- Šiška, Miroslav. "Verschwörer, Spione, Staatsfeinde ...": Politische Prozesse in der Tschechoslowakei 1948-1954. (Procesy politické ČSR (lid. dem.) - 1948-1954 - reportáže) Berlin: Dietz, 1991. 167 stran. ISBN 3-320-01674-1; ISBN 3-320-01674-1

- Šiška, Miroslav. Historie na sobotu. Vydání 1. Praha: Petrklíč, 2002. 263 stran. ISBN 80-7229-082-7.[2][3]

- Šiška, Miroslav. Historické miniatury. Vydání 1. Praha: Petrklíč, 2004. 279 stran. ISBN 80-7229-100-9.[2][3]

- Šiška, Miroslav. Jednohubky z historie. Vydání 1. Praha: Naše vojsko, 2008. 263 stran. ISBN 978-80-206-0947-2.[2][3]